# Dystrykt Timiskaming
Dystrykt Timiskaming (ang. Timiskaming District) - jednostka administracyjna kanadyjskiej prowincji Ontario.
Dystrykt ma 33 283 mieszkańców. Język angielski jest językiem ojczystym dla 70,6%, francuski dla 24,5% mieszkańców (2006).
W skład dystryktu wchodzą:
- kanton Armstrong
- kanton Brethour
- kanton Casey
- kanton Chamberlain
- kanton Charlton and Dack
- miasto (town) Cobalt
- kanton Coleman
- miasto (town) Englehart
- kanton Evanturel
- kanton Gauthier
- kanton Harley
- kanton Harris
- kanton Hilliard
- kanton Hudson
- kanton James
- kanton Kerns
- miasto (town) Kirkland Lake
- kanton Larder Lake
- miasto (town) Latchford
- kanton Matachewan
- kanton McGarry
- wieś Thornloe
- miasto (city) Temiskaming Shores